# Lindernia multicaulis
Lindernia multicaulis är en tvåhjärtbladig växtart som först beskrevs av Ignatz Urban, och fick sitt nu gällande namn av Brother Alain. Lindernia multicaulis ingår i släktet Lindernia och familjen Linderniaceae. Inga underarter finns listade i Catalogue of Life.